# Динамо (стадион, Сухум)
Стадион «Динамо» — футбольный стадион в Сухуме, столице Абхазии. Является домашним для ФК «Динамо (Сухум)», играющего в чемпионате Абхазии. На стадионе также проводит матчи  сборная Абхазии по футболу.

## История
Стадион был открыт в 2015 году. Он имеет общую вместимость 4300 мест. Восточная трибуна (1700 мест) расположена вдоль Абазинской улицы и главного стенда-стенда «Запад» (2600 мест) по улице Воронова. Есть шесть основных входов в стадион, расположенных по сторонам двух стрессов, с четырьмя вторичными выходами (аварийными и техническими) в углах территории. На первом этаже расположены: вестибюль, раздевалки с душем (два раздевалках для спортсменов, судей и две раздевалки для детских разделов), ванные комнаты, массажные и тренажерные залы, первая помощь, туалеты, служебные и технические помещения. На втором этаже, помимо объектов, непосредственно связанных с футбольными матчами, есть зал, спортивные залы с раздевалками, пресс-центр. Пресс-залы расположены на третьем уровне главной трибуны. Здание оснащено горячей и холодной водой, санитарии, вентиляции, электронным табло.
Рампы и специальные места для людей с ограниченной подвижностью и сопутствующими являются построенными для беспрепятственной и удобной доступности. Конструктивные решения основаны на современных тенденциях проектирования и строительства футбольных стадионов и в соответствии с санитарными, пожарными и экологическими требованиями. Стадион является самым большим и технологическим.

## Чемпионат мира по футболу ConiFA 2016
На стадионе проходили матчи чемпионата мира по футболу ConiFA 2016.